# Clair-obscur (film, 2021)
 (novembre 2020).
Si vous disposez d'ouvrages ou d'articles de référence ou si vous connaissez des sites web de qualité traitant du thème abordé ici, merci de compléter l'article en donnant les références utiles à sa vérifiabilité et en les liant à la section « Notes et références ».
Pour les articles homonymes, voir Clair-obscur (homonymie) et Passing.
Pour plus de détails, voir Fiche technique et Distribution.
Clair-obscur (Passing) est un film américain réalisé par Rebecca Hall sorti en 2021. Il s'agit de son premier long-métrage en tant que réalisatrice. C'est une adaptation du roman Passing (en), de Nella Larsen (1929), traduit en français sous le titre Passer la ligne (ACFA) ou Clair-obscur (Flammarion).

## Synopsis
New York 1927. La vie bien réglée d'Irene Redfield est brusquement bouleversée par l'arrivée de Clare, une amie de lycée perdue de vue depuis longtemps, qui revient de Chicago.
Tout oppose Irene et Clare, hormis d'être noires toutes les deux, mais suffisamment claires pour pouvoir passer pour blanches. Clare présente Irene à son mari, John Bellew, un blanc raciste qui ignore qu'elle est noire, et Irene, choquée, voudrait s'en tenir là, mais Clare se sent seule, et les deux femmes, qu'une profonde amitié lie, s'envient l'une l'autre, chacune faisant de l'autre le modèle de ce qu'elle n'est pas : Clare, pétillante et virevoltante, centre de tous les regards, et Irene, mère de famille aimante, douce et tranquille.
Face au racisme des petites humiliations quotidiennes ou des lynchages sauvages, chacun des protagonistes a sa propre stratégie mais aussi sa propre souffrance : Clare s'est protégée en « passant la ligne », mais vit dans la nostalgie, amputée de la chaleur de sa communauté ; Irene veut protéger ses enfants en les maintenant dans l'ignorance des pires aspects du racisme, mais est constamment tourmentée et inquiète pour elle, pour sa famille, pour Clare ; Brian veut au contraire les protéger en les préparant à ce que leur statut social de noirs leur fera affronter plus tard, mais souffre de l'abîme qui s'ouvre entre sa femme et lui, un abîme que leur amour ne parvient pas à combler.
Clare pénètre jusqu'au cœur de la vie réglée d'Irene et de Brian, suscitant la jalousie croisée de l'un envers l'autre. Jusqu'à Zulana, la bonne pourtant appliquée des Redfield, qui en oublie ses devoirs avec cette présence envoûtante. Un jour, Clare accompagne Irene et Brian dans une fête chez des amis noirs, et Bellew, qui la cherchait, arrive, renseigné par Zulana…

## Fiche technique
Sauf indication contraire, les informations mentionnées dans cette section peuvent être confirmées par la base de données cinématographiques IMDb,  présente dans la section « Liens externes ».
- Titre original : Passing
- Titre français : Clair-Obscur
- Réalisation : Rebecca Hall
- Scénario : Rebecca Hall, d'après le roman Passing (en) de Nella Larsen
- Musique : Devonté Hynes
- Photographie : Eduard Grau
- Montage : Sabine Hoffman
- Production : Nina Yang Bongiovi, Rebecca Hall, Margot Hand et Forest Whitaker
  - Production exécutive : Oren Moverman, Dori A. Rath, Joseph Restaino et Angela Robinson
- Sociétés de production :  Endeavor Content, Film4, Significant Productions Picture Films, Sweet Tomato Films et Flat Five Productions
- Société de distribution : Netflix
- Pays de production : États-Unis
- Langue originale : anglais
- Format : noir et blanc.
- Genre : drame
- Date de sortie :
  - États-Unis : 30 janvier 2021 (Festival du film de Sundance), 27 octobre 2021 (sortie limitée)
  - France : 12 octobre 2021 (Festival Lumière)
  - Monde : 10 novembre 2021 (Netflix)

## Distribution
- Tessa Thompson (VF : Fily Keita) : Irene « Reenie » Redfield
- Ruth Negga (VF : Audrey Sourdive) : Clare Bellew
- Andre Holland (VF : Jean-Baptiste Anoumon) : Brian Redfield
- Bill Camp (VF : Gabriel Le Doze) : Hugh Wentworth
- Alexander Skarsgård (VF : Nessym Guetat) : John Bellew
- Gbenga Akinnagbe : Dave Freedland
- Antoinette Crowe-Legacy : Felise
- Ashley Ware Jenkins : Zu

## Contexte
Le livre et le film s'inscrivent dans le contexte de la renaissance de Harlem : un demi-siècle après l'abolition de l'esclavage, les Afro-Américains sont toujours des citoyens de seconde zone, victimes d'une discrimination sociale, de la ségrégation raciale et d'exactions allant jusqu'aux lynchages, dont le Sénat américain a rejeté de faire un crime fédéral par trois fois (Dyer Bill repoussé en 1922, 1923 et 1924). Les Noirs qui ont migré à New York se sont pour beaucoup regroupés dans le quartier de Harlem ; une bourgeoisie noire émerge et Harlem devient un foyer de création artistique majeur. Le bouillonnement intellectuel de Harlem se diffuse depuis ses universités, ses associations, ses organisations, sa presse.
Ce mouvement s'exprime en particulier dans un mouvement littéraire qui valorise l’héritage africain, fustige l’injustice et de l’intolérance dont sont victimes les Afro-Américains, combat les stéréotypes tels que ceux claironnés par Bellew dans Clair-obscur. Le roman Passing de Nella Larsen est à la fois le produit de la renaissance de Harlem et la peinture de la vie qu'on y mène, de son effervescence, de ses tensions. Il rencontre à l'époque un grand succès, l'année où Nella Larsen reçoit par ailleurs la médaille de bronze de l'Harmon Foundation pour son roman précédent, Quicksand.

## Distinction

### Nomination
- Golden Globes 2022 : Meilleure actrice dans un second rôle pour Ruth Negga